# Нури Туркел
Нури Абликим Туркел (на уйгурски: نۇرى ئابلىكىم تۈركەل, на английски: Nury Ablikim Turkel) е уйгурско-американски общественик и адвокат.

## Биография
Нури Туркел е роден през 1970 година в концентрационен лагер в Кашгар, Китай, където майка му е затворена малко преди това. Тя, както и други членове на семейството му, е преследвана от тоталитарния комунистически режим в Китай по време на Културната революция, като дядо му е свързан с Движението за независимост на Източен Туркестан. Баща му е преподавател, а майка му се занимава с търговска дейност.
Туркел завършва основно училище в Синдзян-уйгурския автономен регион. През 1991 година постъпва в Северозападния университет за селскостопански и горски науки и технологии в Шънси. През 1995 година получава бакалавърска степен и заминава да продължи образованието си в Съединените щати, където малко по-късно получава политическо убежище. След това завършва международни отношения и право в Американския университет във Вашингтон.
През следващите години Нури Туркел става известен застъпник за човешките права на уйгурите в Източен Туркестан. През 2004 – 2006 година оглавява Уйгурско-американската асоциация и е сред главните организатори на кампанията, довела до освобождаването през 2005 година на уйгурската активистка Рабия Кадир. Туркел е сред най-известните критици на организираните от китайското правителство огромни концентрационни лагери за уйгури.
През май 2020 година Нури Туркел е назначен от председателката на долната камара на Конгреса Нанси Пелоси за член на Комисията на Съединените щати по международната свобода на вероизповеданията. Той приветства приемането през същата година на Закона за политиката по човешките права на уйгурите и въведените търговски санкции срещу Китай, както и последвалия Закон за предотвратяване на принудителния труд на уйгурите.